# تحقيقات المحكمة الجنائية الدولية
فتحت المحكمة الجنائية الدولية التحقيقات في 11 حالة حتى الآن: بوروندي، واثنان في جمهورية إفريقيا الوسطى، وكوت ديفوار ودارفور في السودان، وجمهورية الكونغو الديمقراطية، وجورجيا، وكينيا، وليبيا، ومالي، وأوغندا. ويجري مكتب المدعي العام  بالإضافة إلى ذلك، تحقيقات أولية في عشر حالات في أفغانستان، وبنغلاديش، وميانمار، وكولومبيا، وغينيا، والعراق، والمملكة المتحدة، ونيجيريا، وفلسطين، والفلبينيين، وأوكرانيا، وكذلك فنزويلا على خلفية الأحداث منذ أبريل عام 2017. أُغلقت التحقيقات الأولية في: غابون والهندوراس، والسفن المسجلة في جزر القمر واليونان، وكمبوديا وكوريا الجنوبية، وفنزويلا على خلفية الأحداث منذ 1 يوليو عام 2002.
اتهمت الدوائر الابتدائية للمحكمة 44 شخصا علنا. أصدرت المحكمة الجنائية الدولية مذكرات اعتقال بحق 36 شخصا وأوامر استدعاء بحق ثمانية آخرين، وستة أشخاص رهن الاحتجاز. ما زالت الإجراءات بحق 22 شخصا جارية: 15 منهم طلقاء كفارّين، وواحد قيد الاعتقال ولكن ليس تحت وصاية المحكمة، واثنان في المرحلة التمهيدية، وأربعة في المحاكمة. انتهت الإجراءات بحق 22 شخصا: اثنان يقضيان أحكامهم، وأربعة أنهوا عقوباتهم، وأُبرئ اثنين، وأُسقطت التهم الموجهة لستة أشخاص، وسُحبت التهم المنسوبة لاثنين، وأُعلن عن قضية أحدهم أنها غير مقبولة، وتوفي أربعة قبل المحاكمة.
تلقى مكتب المدعي العام 8874 اتصالا حول الجرائم المزعومة بحلول سبتمبر عام 2010، ورُفض 4002 منها بعد المراجعة الأولية باعتبارها «خارج صلاحية المحكمة بشكل واضح».

## افتتاح التحقيق
يحق للمدعي العام فتح التحقيق في ثلاث ظروف:
- عندما يُشار للحالة من قبل الدولة المعنية.
- عندما يحيل مجلس الأمن التابع للأمم المتحدة حالة تعمل على مواجهة التهديد للأمن والسلام الدوليين.
- عندما تصرح الدائرة التمهيدية بفتح تحقيق على أساس المعلومات الواردة من مصادر أخرى، كالأفراد أو المنظمات غير الحكومية.

أُحيلت خمس قضايا -من بين القضايا التسع التي حقق فيها المدعي العام حتى الآن- من قبل الدول المعنية، وأحال مجلس الأمن اثنين منهم، وفوّضت الدائرة التمهيدية بفتح تحقيق في قضيتين منهم بناء على المعلومات الواردة من مصادر أخرى.

## تحقيقات جارية

### دارفور في السودان
أصدر مجلس الأمن التابع للأمم المتحدة القرار 1593 في 31 مارس عام 2005 القاضي بإحالة «الوضع السائد في دارفور منذ 1 يوليو 2002» للمدعي العام. فتح المدعي العام تحقيقا في هذه الحالة في 6 يونيو، وخُصصت القضية للدائرة التمهيدية الأولى.

### أحمد هارون وعلي كوشيب
أعلن المدعي العام في فبراير عام 2007 أنهم تعرفوا على مشتبهين رئيسيَين (وزير الشؤون الإنسانية السوداني أحمد محمد هارون، وزعيم ميليشيا الجنجويد علي كوشيب) واتُهموا بجرائم حرب وجرائم ضد الإنسانية. أصدرت المحكمة في 2 مايو 2007 مذكرات اعتقال بحقهما، وتدّعي السودان أن هذا ليس من صلاحيات المحكمة وترفض تسليم المشتبه بهما.
تقدم رئيس هيئة الادعاء في يوليو عام 2008 إلى المحكمة بطلب الحصول على مذكرة توقيف بحق الرئيس السوداني عمر البشير بسبب عشر تهم تتعلق بالإبادة الجماعية وجرائم الحرب وجرائم ضد الإنسانية. طلبت المحكمة في أكتوبر من المدعي العام مزيد من المعلومات لدعم التهم.

### عمر البشير
وجه المدعي العام للرئيس السوداني عمر حسن البشير تهما بالإبادة الجماعية وجرائم حرب وجرائم ضد الإنسانية في 14 يوليو عام 2008. وأصدرت المحكمة مذكرة توقيف بحق البشير في 4 مارس 2009 بتهمة ارتكاب جرائم حرب وجرائم ضد الإنسانية، لكنها حكمت بعدم وجود أدلة كافية لمحاكمته بتهمة الإبادة الجماعية.
كان البشير أول رئيس دولة حاكم يُتهم من قبل المحكمة الجنائية الدولية. ويرفض البشير جميع التهم واصفا إياها بأنها «لا تستحق الحبر الذي كتبت به». لم توافق الدول الأعضاء في الاتحاد الإفريقي في يوليو عام 2009 على التعاون في اعتقاله، ومع ذلك يعلم العديد من أعضاء الاتحاد الإفريقي الذين هم أيضا أطراف في المحكمة الجنائية الدولية -بمن فيهم جنوب إفريقيا وأوغندا- أن البشير قد يُعتقل إذا ما دخل أراضيهم.
سافر البشير على الرغم من ذلك إلى التشاد وكينيا في يوليو وأغسطس عام 2010، ولم يسلمانه إلى المحكمة الجنائية الدولية رغم كونهما أطرافا، وأبلغت المحكمة الجنائية الدولية عن الدولتين الأعضاء إلى مجلس الأمن التابع للأمم المتحدة ومجلس الدول الأطراف في المحكمة الجنائية الدولية.
نقضت دائرة الاستئناف في المحكمة الجنائية الدولية رفض الدائرة التمهيدية لتهمة الإبادة الجماعية بحكم أن مركز مكافحة الإرهاب قد طبق معيار صارم لإثبات ذلك. أصدرت الدائرة التمهيدية الأولى بعد ذلك مذكرة اعتقال ثانية بحق البشير في 12 يوليو عام 2010، حيث اتُهم بالإبادة الجماعية لثلاث مجموعات عرقية في دارفور.

### بحر إدريس أبو قردة
كانت المرة الأولى التي مثل فيها مشتبه فيه طواعية أمام المحكمة في 17 مايو عام 2009. واتُهم بحر إدريس أبو قردة قائد جبهة المقاومة السودانية المتحدة، وهي جماعة متمردة في دارفور، بالمسؤولية عن الهجوم على بعثة السلام للاتحاد الإفريقي في حسكنيتا (شمال دارفور) في 29 سبتمبر عام 2007. وقُتل في الهجوم 12 جندي وجُرح ثمانية، ونفى أبو قردة التهمة ولكنه أبلغ طواعية بالإشارة إلى أنه «على كل قائد التعاون مع العدالة واحترام القانون.» أُصدر أمر استدعاء بحق أبو قردة، لكن لم يصدر بحقه أمر اعتقال. وسُمح له بانتظار الإجراءات الإضافية بينما هو طليق.
حكمت الدائرة التمهيدية الأولى للمحكمة في 8 فبراير عام 2010 بعدم وجود أدلة كافية لاستكمال محاكمة أبو قردة بناء على التهم الموجهة إليه. رفضت الدائرة في 23 أبريل عام 2010 طلب المدعي العام للطعن في القرار. ولا يمكن إجراء مثل هذا الانتقال إلى دائرة الاستئناف إلا إذا مُنحت الدائرة التمهيدية عطلة، وذلك بموجب نظام روما الأساسي. ولا يمنع كلا القراران المحاكمة من طلب التأكيد لاحقا للتهم الموجهة لأبو قردة إذا ما كان هذا الطلب مدعوما بأدلة إضافية.

### عبد الله باندا وصالح جربو
حضر قائدان متمردان طواعية إلى المحكمة في 16 يونيو عام 2010، واتُّهم قادة الجماعات المتمردة الصغيرة في دارفور عبد الله باندا أبكر نورين (باندا) وصالح محمد جربو جاموس (جربو)  بارتكاب جرائم حرب بسبب دورهما المزعوم في هجوم حسكنيتا المذكور أعلاه.
صرح المدعي العام مورينو أوكامبو أن ظهورهم الطوعي كان ذروة شهور من الجهود لضمان تعاونهم. وواجهوا في 17 يونيو 2010 الدائرة التمهيدية الأولى التي حكمت بوجود أسباب معقولة لمقاضاتهم. ولم يطلب المدعي العام مذكرات لاعتقالهم كما في القضية الموجهة لأبو قردة.
أعلن رئيس هيئة الادعاء في 20 نوفمبر عام 2008 نيته لمقاضاة ثلاثة قادة متمردين من حركة العدل والمساواة عقب غارات حسكنيتا في عام 2007 التي قُتل فيها 12 من بعثة الاتحاد الإفريقي لحفظ السلام في السودان. استدعت المحكمة الثلاثة للمثول أمام المحكمة في مايو 2009. ومثل بحر إدريس أبو قردة أمام المحكمة طواعية في 18 مايو 2009. اتُّهم أبو قردة بارتكاب جرائم حرب لمهاجمة قوات حفظ السلام، والقتل والنهب. مثل القائدان المتمردان الآخران المتهمان من قبل المدعي العام (عبد الله باندا أبكر نورين وصالح محمد جربو جاموس) طواعية أمام المحكمة في 17 يونيو عام 2010. وأكدت الدائرة التمهيدية الأولى التهم الموجهة ضدهما وألزمتهما بالمحاكمة في 7 مارس عام 2011.

## التحقيقات الأولية
تخضع عدة حالات أخرى «للتحقيق الأولي» بالإضافة للحالات العشر التي فتح فيها المدعي العام تحقيقات رسمية: أفغانستان، وكولومبيا، وغينيا، والعراق، ونيجيريا، وفلسطين، والفلبين، وأوكرانيا، وفنزويلا، وترحيل الروهينجا من ميانمار إلى بنغلاديش.
أُغلقت التحقيقات الأولية لقضايا كوريا وجزر القمر (فيما يتعلق بالهجوم الإسرائيلي على ثلاث سفن ضمن الغارة على أسطول غزة) والهندوراس والغابون. خلص المدعي العام إلى أنه لن يُفتح أي تحقيق لعدم تلبية المتطلبات اللازمة في هذه الحالات. استأنفت جزر القمر قرار المدعي العام، فيما يتعلق بالهجوم الإسرائيلي على السفن ضمن الغارة على أسطول غزة. ورُفض هذا الاستئناف أخيرا في 30 نوفمبر عام 2017.
أُغلقت التحقيقات الأولية المتعلقة بالعراق ودولة فلسطين وفنزويلا في مرحلة ما، ولكن فُتحت لاحقا. نشر المدعي العام رسالة رد فيها على الشكاوى التي تلقاها فيما يتعلق بغزو العراق عام 2003، وأشار إلى أن «المحكمة الجنائية الدولية مفوضة لدراسة السلوك أثناء الصراع، وليس التقرير إذا ما كان التورط في نزاع مسلح قانونيا»، وأن صلاحية المحكمة تقتصر على نشاط مواطني الدول الأطراف.
وخلص إلى وجود سبب معقول للاعتقاد بارتكاب عدد محدود من جرائم الحرب في العراق، ويبدو أن الجرائم التي يُزعم ارتكابها من رعايا الدول الأطراف لا يرتقي الحد الأدنى من خطورتها لفتح تحقيق في المحكمة الجنائية الدولية. وأعلن المدعي العام مع ذلك إعادة فتح التحقيقات الأولية بشأن الوضع في العراق في 13 مايو عام 2014، بسبب الاتصالات التي تلقاها المركز الأوروبي للحقوق الدستورية وحقوق الإنسان بشأن جرائم الحرب التي يُزعم ارتكابها من قبل مسؤولين في المملكة المتحدة بين عامي 2003 و 2008.